# Pterotaea cpmstocki
Pterotaea cpmstocki är en fjärilsart som beskrevs av Frederick H. Rindge 1970. Pterotaea cpmstocki ingår i släktet Pterotaea och familjen mätare. Inga underarter finns listade.